# Château de Saint-Brice
Le château de Saint-Brice est situé sur la commune de Saint-Brice en Charente, sur la rive droite de la Charente à 4 kilomètres en amont de Cognac. Il a été construit au XIVe siècle puis remanié au XVIe siècle et au XIXe siècle.
Il figure sur l'Inventaire général du patrimoine culturel. Ce château est une propriété privée, il ne se visite pas, sauf pendant les Journées européennes du patrimoine, mais est visible de l'extérieur et en bateau sur le fleuve Charente.

## Historique
Le plus ancien propriétaire connu est Jehan de Lousme, qui possédait le château en 1363. Ce seigneur a rendu hommage au Prince Noir en 1365.
Charles Poussard du Fors construit le nouveau château où se tint en 1586 une entrevue entre Catherine de Médicis et Henri de Navarre, futur Henri IV.
Le château a appartenu ensuite aux d'Ocoy, à un La Motte d'Ayran, et au XVIIIe siècle les Maulevrier, puis les Nanots qui y résidaient à la Révolution.
Vers 1875, le général de Brémond d'Ars entreprit d'importantes restaurations[réf. nécessaire].
Le château appartient depuis 1901 à la famille Hennessy, après avoir brièvement appartenu aux baron O'Tard de La Grange.

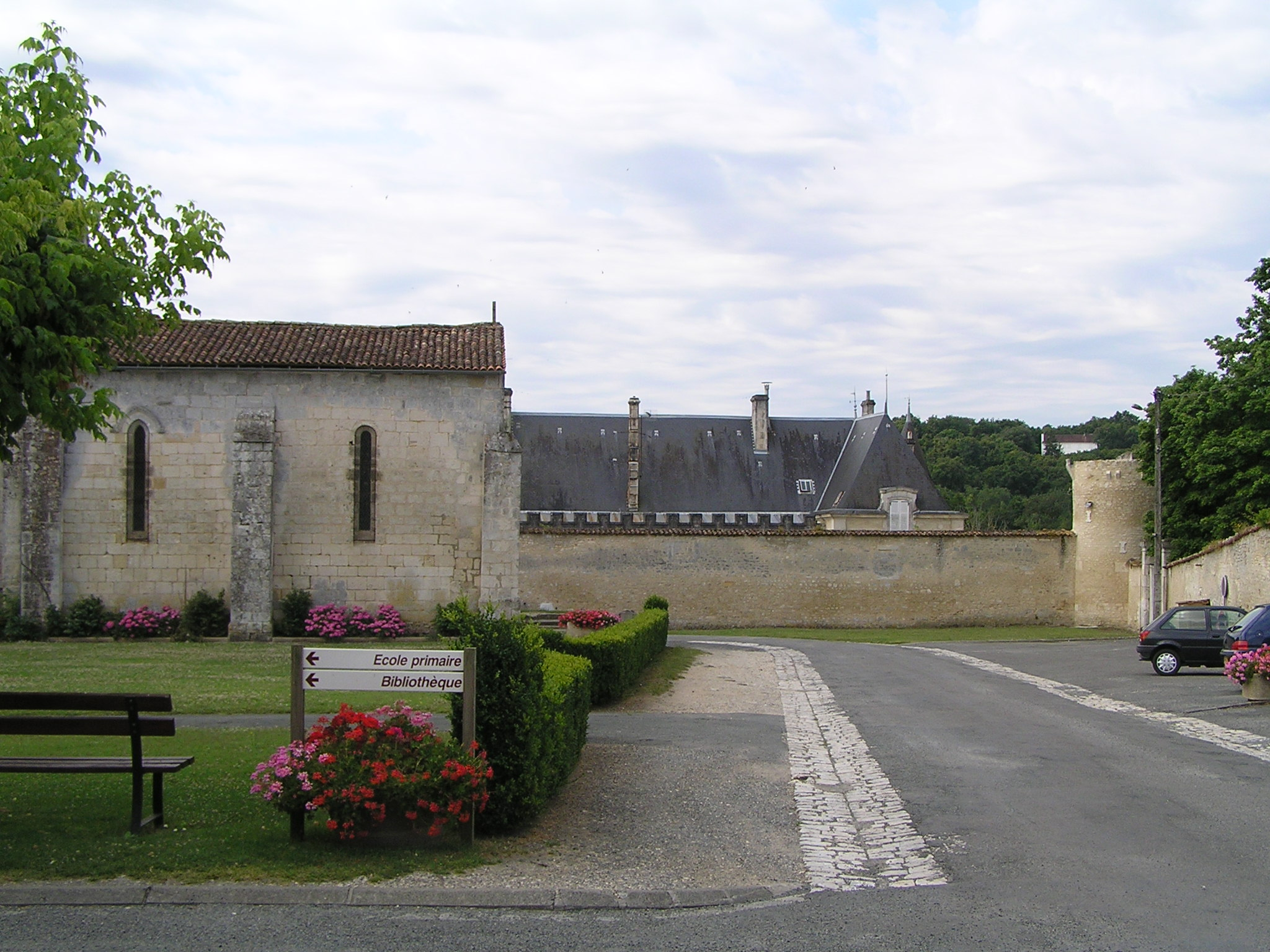
Côté église, la tourelle ancienne dans le mur de clôture.

## Architecture
Le logis à un étage est encadré de tourelles couvertes de poivrières.
Sa toiture d'ardoise à deux pentes présente en façade, comme le premier étage, cinq fenêtres en partie prises sur la façade et en partie au niveau du toit, ayant chacune un fronton de pierre sculptée.

## Parc
Le le parc est attribué au paysagiste Édouard André.
La terrasse donne sur le parc, la descente vers la Charente et le labyrinthe de buis taillé qui est inscrit Monument historique depuis 1971. Le parc est classé jardin historique.

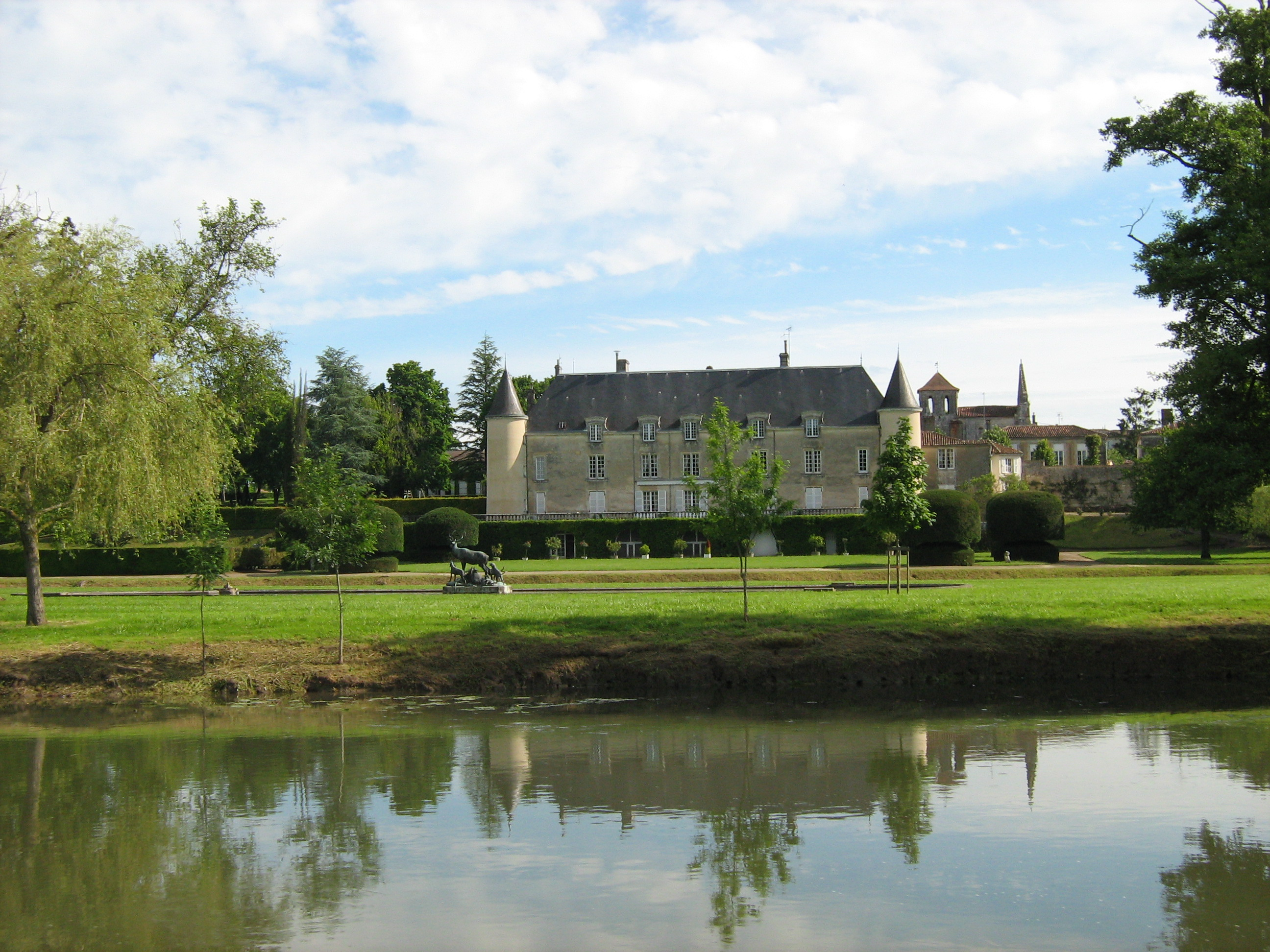
Vue depuis la Charente.
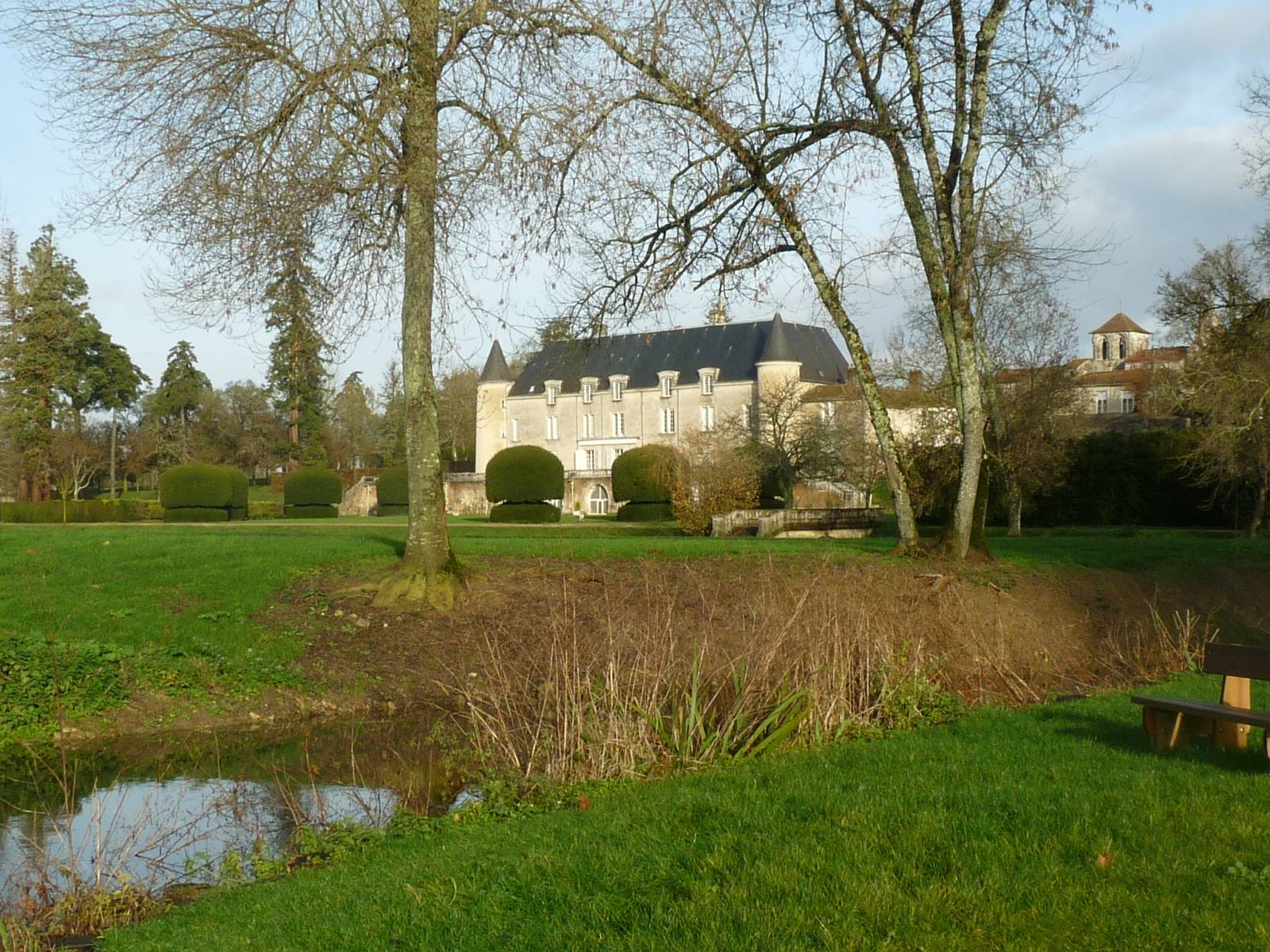
Le parc et le château.
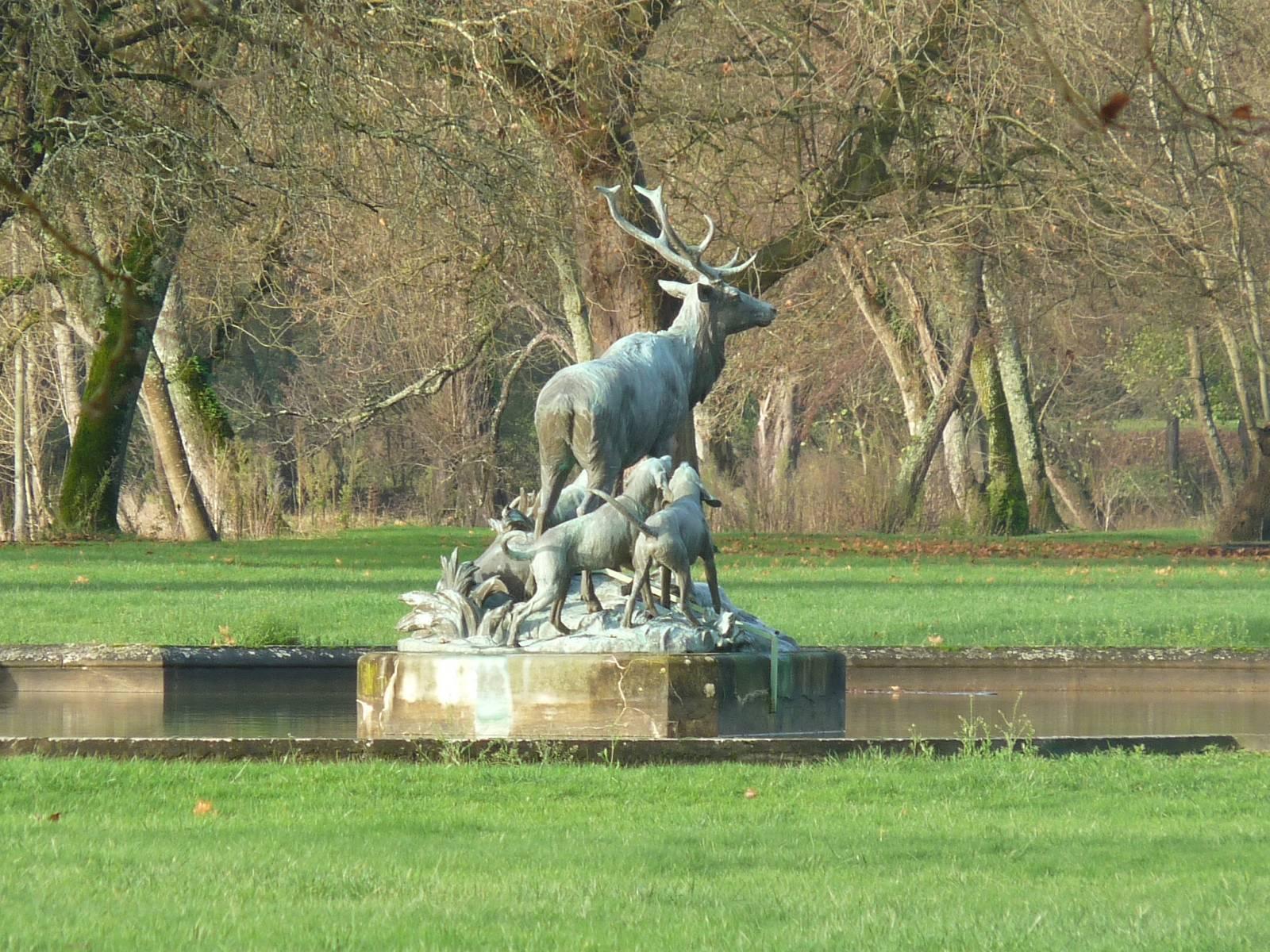
Monument d'une scène de chasse dans le parc.
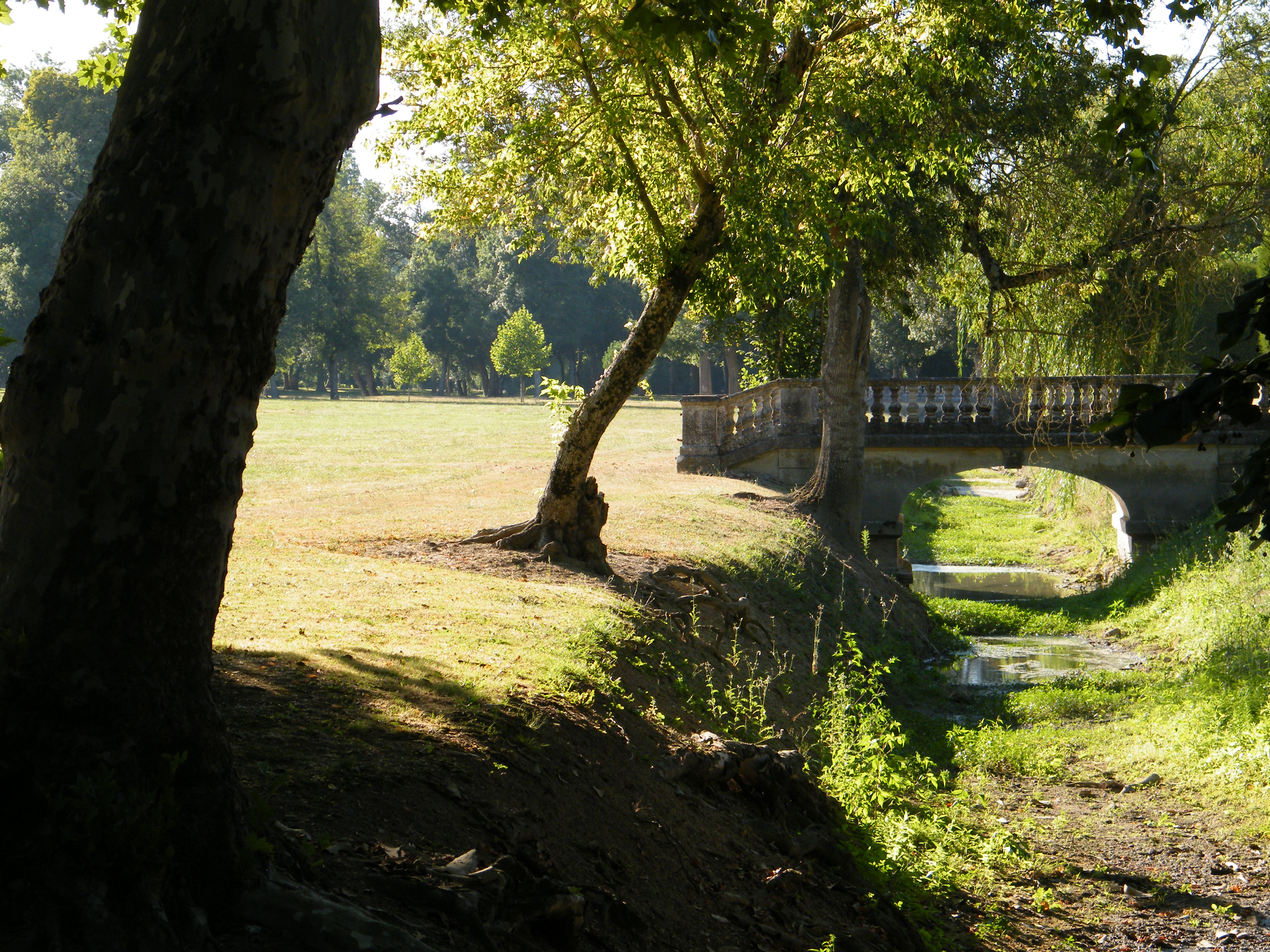
Le parc du château.

## Cinéma
En 1962, le château de Saint-Brice a ainsi servi de décor à L'Éducation sentimentale.
En 1967, ce château a vu le tournage du film Benjamin ou les Mémoires d'un puceau du réalisateur Michel Deville avec Michèle Morgan, Michel Piccoli, Pierre Clémenti, Catherine Deneuve.